# Helina surcula
Helina surcula är en tvåvingeart som beskrevs av Shinonaga 1998. Helina surcula ingår i släktet Helina och familjen husflugor. Inga underarter finns listade i Catalogue of Life.